# Lesieniec (Leśny Rów)
Lesieniec (niem. Waldenthal) – część wsi Leśny Rów w Polsce, położona w województwie warmińsko-mazurskim, w powiecie kętrzyńskim, w gminie Srokowo. Wchodzi w skład sołectwa Leśny Rów.
W latach 1975–1998 Lesieniec administracyjnie należał do województwa olsztyńskiego.